# Cybocephalidae
Los cibocefálidos (Cybocephalidae) son una familia de coleópteros pertenecientes a la superfamilia Cucujoidea. Existen 207 especies en el mundo, distribuidas en 16 géneros. Antes era considerada una subfamilia de Nitidulidae.

## Géneros
A continuación se listan los géneros de cibocefálidos existentes:
- Amedissia Kirejtshuk & Mantič, 2015
- Apastillus Kirejtshuk & Mantič, 2015
- Conglobatus T. R. Smith, 2020
- Cybocephalus Erichson, 1844
- Endrodiellus Endrödy-Younga, 1962
- Eupastillus Lawrence, 2019
- Hierronius Endrödy-Younga, 1968
- Horadion Endrödy-Younga, 1976
- Microthomas T. R. Smith, 2020
- Pacicephalus Kirejtshuk & Mantič, 2015
- Pastillocenicus Kirejtshuk & Nel, 2008
- Pastillodes Endrödy-Younga, 1968
- Pastillus Endrödy-Younga, 1962
- Pycnocephalus Sharp, 1891
- Taxicephomerus Kirejtshuk, 1994
- Theticephalus Kirejtshuk, 1988